# Saint-Martin-du-Vieux-Bellême
Saint-Martin-du-Vieux-Bellême – miejscowość i gmina we Francji, w regionie Normandia, w departamencie Orne.
Według danych na rok 1990 gminę zamieszkiwało 629 osób, a gęstość zaludnienia wynosiła 40 osób/km² (wśród 1815 gmin Dolnej Normandii Saint-Martin-du-Vieux-Bellême plasuje się na 357. miejscu pod względem liczby ludności, natomiast pod względem powierzchni na miejscu 209.).